# Горы (Жарковский район)
 Горы  — деревня в Жарковском муниципальном округе Тверской области.

## География
Находится в юго-западной части Тверской области на расстоянии приблизительно 10 км по прямой на юго-запад по прямой от районного центра поселка Жарковский.

## История
Деревня уже была отмечена на карте 1846—1863 годов. В 1859 году здесь (деревня Поречского уезда Смоленской губернии было учтено 6 дворов, в 1927 — 17. До 2022 года входила в состав ныне упразднённого Щучейского сельского поселения.

## Население
Численность населения: 68 человек (1859 год), 27 (русские 96 %) в 2002 году, 19 в 2010.